# Вашингтон (Ню Джърси)
Вижте пояснителната страница за други значения на Вашингтон.
Вашингтон (на английски: Washington) е град в окръг Уорън, щата Ню Джърси, Съединените американски щати.

## Население
Има 6712 жители през 2000 г.

### Расов състав
- 91,45 % – бели
- 3,89 % – чернокожи
- 1,45 % – азиатци
- 0,12 % – индианци
- 1,62 % – други

## Личности
- Джонстън Корниш (1858-1920) – американски политик